# Québec-Konferenz (1864)

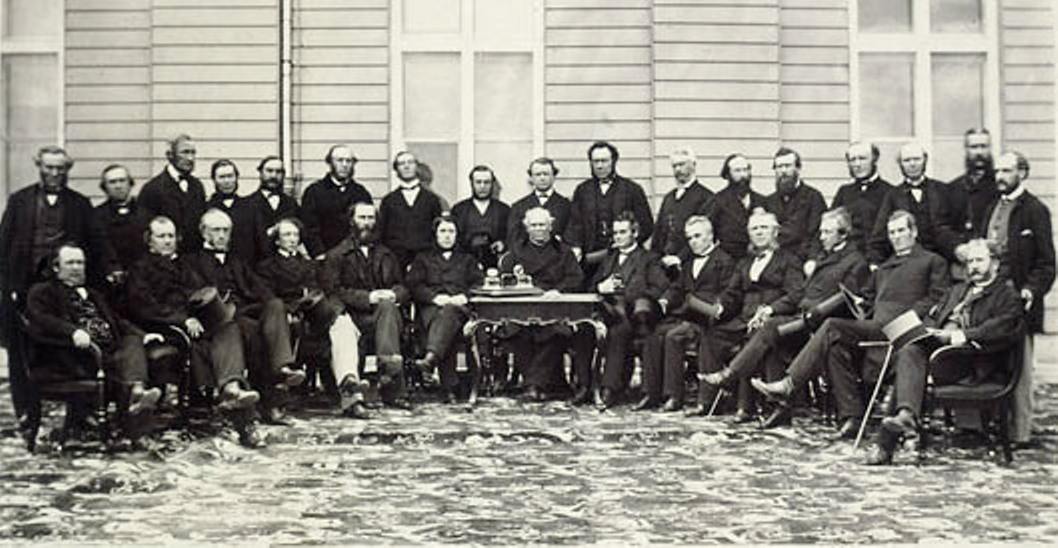
Die Delegierten der Québec-Konferenz

Die Québec-Konferenz war eine internationale Konferenz, die vom 10. bis 27. Oktober 1864 in der Stadt Québec stattfand. Delegierte der Provinz Kanada sowie der britischen Kolonien New Brunswick, Nova Scotia und Prince Edward Island berieten einen Monat nach der Charlottetown-Konferenz über die künftige Kanadische Konföderation. Nicht direkt an der Konferenz beteiligt war Neufundland, das zwei Beobachter entsandte.
Die Konferenz von Québec wurde zusammen mit der vorhergehenden Konferenz von Charlottetown am 7. Juli 2020 zu einem „nationalen historischen Ereignis“ erklärt. Diese Würdigung der Konferenz erfolgte auf Vorschlag des Historic Sites and Monuments Board of Canada durch die kanadische Regierung, vertreten durch den zuständigen Minister (aktuell den Umweltminister).

## Die Konferenz
Hauptstreitpunkt der Konferenz war die Auseinandersetzung zwischen den Delegierten, die eine starke Zentralregierung forderten, unter anderem John Macdonald, und jenen, die für ausgedehnte Rechte der Provinzen eintraten. Vertreter der Seekolonien und des französischsprachigen Niederkanada traten für Föderalismus ein, da sie unter einer Zentralregierung den Verlust ihrer kulturellen Identität befürchteten. Macdonald war der Ansicht, das Scheitern kleiner lokalisierter Regierungen sei mit dem noch immer andauernden Sezessionskrieg in den Vereinigten Staaten bewiesen worden. Die Delegierten einigten sich schließlich auf einen Kompromiss, in dem die Macht zwischen Bundes- und Provinzregierungen geteilt werden sollte. Sie beschlossen auch die Einführung eines gewählten Unterhauses (engl. House of Commons, frz. Chambre des Communes) und eines aus ernannten Abgeordneten zusammengesetzten Senats. Allerdings bestand noch immer Uneinigkeit darüber, wie viele Senatoren die Provinzen entsenden sollten. Mit den „Zweiundsiebzig Resolutionen“ wurde schließlich auch die Struktur der zukünftigen kanadischen Verfassung festgelegt.

## Folgen
Nach Abschluss der Konferenz reisten die Delegierten in ihre Heimatkolonien zurück, um die „Zweiundsiebzig Resolutionen“ den jeweiligen Parlamenten vorzustellen. George-Étienne Cartier war hauptsächlich dafür verantwortlich, dass die frankokanadischen Abgeordneten des Parlaments der Provinz Kanada den Resolutionen zustimmten, obschon er selbst eine weniger zentralisierte Bundesregierung befürwortete. In New Brunswick und Nova Scotia bildeten sich Oppositionsbewegungen, die aber die Zustimmung der Parlamente letztlich nicht verhindern konnten. Nur Prince Edward Island verweigerte zunächst die Zustimmung (der Beitritt sollte 1873 erfolgen). Die Provinz Kanada, Nova Scotia und New Brunswick traten daraufhin in Verhandlungen mit der britischen Regierung. An der Londoner Konferenz 1866 wurde schließlich der British North America Act ausgehandelt, der am 1. Juli 1867 in Kraft trat und die Gründung der Konföderation ermöglichte.

## Teilnehmer
| - Edward Barron Chandler - Charles Fisher - John Hamilton Gray - John Mercer Johnson - Peter Mitchell - William Steeves - Samuel Leonard Tilley - Adams George Archibald - Robert B. Dickey - William Alexander Henry - Jonathan McCully - Charles Tupper | - George Brown - Alexander Campbell - George-Étienne Cartier - Jean-Charles Chapais - James Cockburn - Alexander Tilloch Galt - Hector-Louis Langevin - John Macdonald - William McDougall - Thomas D’Arcy McGee - Oliver Mowat - Étienne-Paschal Taché | - George Coles - John Hamilton Gray - Thomas Heath Haviland - Andrew Archibald Macdonald - Edward Palmer - William Henry Pope - Edward Whelan - Frederick Carter - Ambrose Shea |